# Radivka, Kalînivka
Radivka (în ucraineană Радівка) este localitatea de reședință a comunei Radivka din raionul Kalînivka, regiunea Vinnița, Ucraina.

## Demografie
Componența lingvistică a localității Radivka
     Ucraineană (99,06%)
     Alte limbi (0,71%)
Conform recensământului din 2001, majoritatea populației localității Radivka era vorbitoare de ucraineană (99,06%), existând în minoritate și vorbitori de alte limbi.